# Stefanie Göttsche
Stefanie Göttsche (15 aprile 1972) è un'ex cestista tedesca.

## Carriera
Tra il 1994 e il 2002 ha giocato 86 partite internazionali con la Germania, disputando i Campionati mondiali del 1998 e due edizioni dei Campionati europei (1995, 1997).